# Revival (álbum de Selena Gomez)
Revival es el segundo álbum de estudio como solista de la cantante estadounidense Selena Gomez. Fue lanzado el 9 de octubre de 2015 por Interscope Records, su primer álbum lanzado a través de ese sello. La preparación para el álbum comenzó en 2014, cuando Gomez dejó su sello anterior, Hollywood Records. El disco fue influenciado por una variedad de artistas, particularmente Christina Aguilera y su álbum Stripped (2002). Gomez coescribió doce de sus dieciséis temas. El álbum refleja su viaje desde 2013, incluido el escrutinio de los medios en torno a su vida personal. Como productores ejecutivos, Gomez, Danny D y Tim Blacksmith colaboraron con Hit-Boy, Rock Mafia y Stargate para lograr el nuevo sonido deseado de Gomez. 
Tras su lanzamiento, Revival recibió críticas positivas de los críticos musicales, muchos de los cuales elogiaron su producción, contenido lírico y sonido sensual. El álbum fue incluido en varias listas de mejor música de fin de año por publicaciones. Revival debutó en el número uno en el Billboard 200, marcando el segundo álbum número uno consecutivo de Gomez en los Estados Unidos, después de Stars Dance (2013). En otros lugares, el álbum también se ubicó entre los diez primeros de veinte territorios, incluidos Canadá, Brasil, Francia, México y Australia. Fue certificado platino por la Recording Industry Association of America (RIAA), lo que denota un millón de unidades equivalentes a álbumes (incluidas las ventas de álbumes, la transmisión y las unidades equivalentes a pistas) vendidas en los Estados Unidos.
Con sus sencillos «Good for You» (con el rapero ASAP Rocky) y «Same Old Love», ambos alcanzando el número cinco y «Hands to Myself» en el número siete en el Billboard Hot 100, Revival se distingue además como el primer disco de Gomez en albergar múltiples sencillos entre los diez primeros en los Estados Unidos; todos los cuales se convirtieron en sus primeros tres sencillos número uno en la lista Mainstream Top 40.
Para promocionar el álbum, Gomez interpretó las canciones en varias apariciones televisadas, incluyendo The Today Show, los American Music Awards 2015 y el Victoria's Secret Fashion Show. Además, Gomez se embarcó en una gira de conciertos, titulada Revival Tour en mayo de 2016, que visitó Norteamérica, Asia y Oceanía, antes de que se cancelara en agosto de 2016 luego de que Gomez enfrentara problemas de salud derivados de su diagnóstico de lupus.

## Antecedentes y grabación
En 2014, el sitio web Mstarz anunció que Gomez publicaría un álbum a finales del año, lo que finalizaría su contrato con Hollywood Records. En septiembre de 2014, Hits Daily Double publicó que la cantante había firmado un contrato con John Janick de la discográfica Interscope, luego de haber cumplido ocho años con su anterior disquera. Para ese momento, Gomez había vendido aproximadamente 2,8 millones de álbumes y 18,1 millones de sencillos solo en los Estados Unidos, incluidas las ventas junto a Selena Gomez & the Scene, banda con la que publicó tres álbumes de estudio. A pesar de estos anuncios, el contrato de Gomez no se hizo oficial hasta que ella no lo confirmó en su cuenta de Instagram el 13 de diciembre. Efectivamente, su último lanzamiento con Hollywood Records fue el álbum recopilatorio For You, lanzado el 24 de noviembre de 2014.
En noviembre de 2014, Gomez publicó una imagen en su Instagram en la que se le veía con la cantante australiana Sia Furler en un jet privado. En el pie de la foto, Gomez escribió el hashtag «2015», lo que hizo que los medios empezaran a especular una colaboración entre las dos cantantes para el 2015. Anteriormente, Furler confirmó para NRJ que había compuesto canciones para Gomez. En diciembre, la intérprete confirmó que estaba grabando música al publicar una serie de imágenes en el estudio. En una de ellas, escribió que estaría grabando aproximadamente por cuatro meses, incluso en sus habitaciones de hoteles y que estaba emocionada por lo que vendría en 2015. Poco tiempo después, publicó una foto con el productor y disc jockey Zedd. Luego de esto, el DJ mencionó a Gomez en su cuenta de Twitter y publicó que fue «genial conocerla» y la felicitó por su «nueva canción». Luego de esto, los medios empezaron a especular que trabajarían juntos para el álbum. Los rumores de que Zedd colaboraría con Gomez se intensificaron cuando esta publicó una foto en la que lo mencionaba, a pesar de que la eliminó poco tiempo después. El mismo día, el productor publicó una foto de la cantante. El 31 de enero de 2015, Gomez reveló durante una entrevista de radio que su álbum tendría quince canciones y que le parecía «extremadamente emocionante». Asimismo, afirmó que:

«Creo que después de cuatro álbumes, finalmente me siento más yo misma que nunca, tengo esta confianza y tengo un mejor entendimiento sobre qué estoy hablando. Ahora este es un punto en mi vida donde he experimentado amistades, relaciones, viajes o exploraciones, es realmente divertido».

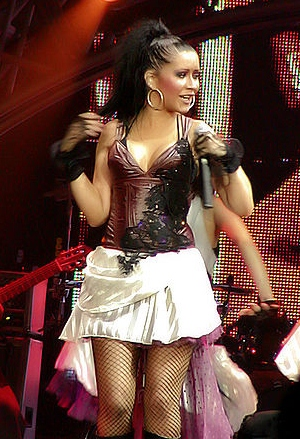
La principal influencia para Revival fue Stripped de Christina Aguilera (2002).

Más tarde, la intérprete reveló que en su nueva producción reflejaría su «viaje» durante los dos años que estuvo sin lanzar música, y que había un poco de oscuridad en su nuevo material. Respecto a esto, Christina Garibaldi de MTV comentó que Gomez posiblemente hablaría en el disco sobre temas como su pasada relación con Justin Bieber, la rehabilitación a la que se sometió en 2014, el presunto final de su amistad con Demi Lovato, su vida entre los medios y su nueva relación con Zedd. Luego de que Interscope publicara el primer sencillo, «Good for You», junto a ASAP Rocky, Gomez anunció que su nuevo álbum se llamaría Revival y que lo lanzaría el 9 de octubre de 2015. A principios de septiembre, la cantante reveló la portada deluxe del álbum en su cuenta de Twitter, en la que se le ve haciendo un desnudo artístico en blanco y negro. Poco tiempo después, Gomez publicó una foto muy similar de Jennifer Aniston, en la misma posición y también en blanco y negro, citándola como su ídolo. Gomez aclaró en el programa de Ryan Seacrest que no estaba completamente desnuda en la fotografía, sino que tenía unos pantalones cortos de corte alto que le recordaban a la vibra de los 70 de Linda Ronstadt. La inspiración de esta portada llegó cuando se encontraba en México y leyó fuertes críticas hacia su persona, que la llamaban «gorda», «destruida» y «un desastre». Luego de analizar estos comentarios, Gomez decidió que se sentía cómoda con su cuerpo y posó para la portada de Revival, que define como «no muy glamurosa. Solo quería que fuera hermosa, suave y cruda».
La intérprete describió al álbum como una «hermosa representación de dónde estoy ahora» y dijo que estaba inspirado un poco por Stripped (2002) de Christina Aguilera. Sobre este álbum, comentó: «Ese es uno de mis álbumes favoritos y fue más o menos así cómo empecé Revival, como una manera de contar una historia. Quiero decir que ese álbum fue increíble para ella —“Beautiful”, “Can't Hold Us Down”—, todo eso es lo que me gusta [...] Mi material está lleno [con ese tipo de canciones], es un álbum, es una pieza, es algo de lo que estoy orgullosa». En otra oportunidad, dijo que se había dejado influenciar por el rap para este disco, pero que generalmente solo quería hacer canciones que hicieran sentir bien a las personas.
Gomez grabó el disco en 2015, mientras filmaba las películas The Revised Fundamentals of Caregiving e In Dubious Battle. De acuerdo con la intérprete, alcanzó un punto en el que se sentía incómoda con las circunstancias, por lo que necesitaba un cambio. Revival nació en una conversación con John Janick de Interscope Records, en la que le comentó que se sentía insegura de su capacidad. «The Heart Wants What It Wants», el último sencillo de la intérprete con Hollywood Records, inspiró el sonido de su segundo álbum de estudio, pues su recepción «fue muy amable, fue increíble, porque me permitió ir en la misma dirección en este disco [...] En ese momento pasé por el infierno y escrutinio de la prensa, lo que fue muy injusto y sentía que no estaba siendo escuchada. Eso al final me empujó a ser capaz de crear un álbum que fuera personal y real y, con suerte, con el favor de Dios, será aclamado críticamente en algún aspecto». En lo que respecta a su voz, Gomez admitió que antes «se presionaba a sí misma vocalmente para pretender que podía alcanzar esas notas, que en realidad no puedo, lo que está bien [...] Necesitaba encontrar qué me separaría y me haría una artista». En cambio, mientras grababa «Good for You», se sintió «conectada a ella y confiada en donde mi voz estaba, así que esa es la base de todo el disco». Durante la grabación del disco, Gomez viajó a Puerto Vallarta (México) junto a Hit-Boy y Rock Mafia por casi una semana para inspirarse oyendo música en vivo y crear nuevas canciones en el estudio. El equipo grabó cuatro canciones en México, de las cuales solo dos figuraron en el disco. Para Gomez, este viaje fue «crucial» porque estaba intentando descubrir qué quería decir.
En cuanto a la inspiración del álbum, Gomez afrontó los rumores que afirmaban que su relación con Justin Bieber y su carrera la habían influenciado, y los negó. La artista declaró que el disco era «todo ella», que era su momento y que se lo merecía. Luego de cancelar su Stars Dance Tour en 2014 porque «necesitaba tiempo para sí misma», se reveló que en realidad estaba yendo a rehabilitación. Por esto, la prensa asumió que estaba siendo rehabilitada por drogas o alcohol, mientras que su ruptura con Justin Bieber se hacía pública y era duramente criticada por haber ganado peso. Finalmente, la actriz reveló que en realidad estaba siendo rehabilitada con quimioterapia porque padecía de lupus. Por todo esto, Gomez recibió numerosos mensajes de odio en las redes sociales, y dijo que, aunque en su momento le afectaron, luego el odio la motivó para Revival. El 9 de septiembre, Selena Gomez reveló la lista de canciones de la edición estándar del álbum mediante su cuenta de Twitter, donde publicó una serie de GIFs. Ese mismo día, el álbum estuvo disponible para ser preordenado en iTunes, y publicó «Same Old Love», que automáticamente se convirtió en la canción más comentada en Twitter en la lista de tiempo real de Billboard.

## Contenido musical y lírico
Selena Gomez coescribió nueve de los catorce temas del disco. El disco abarca principalmente el género musical pop, pero presenta fuertes influencias del R&B y el dance minimalista, por lo que se trata de un sonido mucho más maduro que el de los álbumes anteriores de la intérprete, que estaban definidos por el bubblegum pop y el electropop. Tal como el cuarto álbum sacada en 2004, de la cantante surcoreana BoA, My Name, con carácter maduro. El disco inicia con «Revival», la canción que da nombre al álbum. Compuesta por Gomez con sus frecuentes colaboradores Antonina Armato, Chauncey Hollis, Tim James, Julia Michaels, Adam Schmalholz y Justin Tranter, esta relata lo que la cantante sintió durante los dos años previos al lanzamiento del disco. Gomez afirmó que con esta canción quería ser escuchada y expresar que creció delante del público y del mundo, por lo que su línea favorita es «I'll admit it's been painful, but I'll be honest and grateful» —en español: «Admito que ha sido doloroso, pero seré honesta y agradecida»—. Gomez afirma que esto la empujó hacia donde se encuentra en su carrera, y que nada de le ha dado fácilmente, sino que se ha esforzado por todo. «Revival» funciona como introducción al disco con las frases «I'm reborn in every moment, so who knows what I'll become?» —en español: «Renazco en cada momento, así que, ¿quién sabe en qué me convertiré?»— y representa la metamorfosis de Gomez en frases como «It's my time to butterfly» —en español: «Es mi tiempo de ser la mariposa»—. «Kill Em with Kindness», la segunda canción del disco, es descrita por Gomez como el lema de su vida. En su opinión, para las personas es más fácil ser malo que ser una persona mejor, por ello, cree que «deberían escuchar esto más seguido». El tema es un mensaje para las personas que la odian, pero los afronta de manera gentil. «Kill Em with Kindness» es un tema pop con toques de R&B, el cual contiene silbidos que recuerdan a «Ghost Town» de Adam Lambert.
«Hands to Myself», compuesta por Justin Tranter, Julia Michaels, Robin Fredriksson, Mattias Larsson y Max Martin —también producida por estos tres últimos—, es descrita como «traviesa» y fue una de las últimas canciones que Gomez grabó, pues consideraba que había terminado el disco hasta que sintió que «estaba lista para el próximo capítulo». La intérprete describe al tema como diferente a todo lo que ha hecho, fresco y afirma que está influenciado por Prince. A primera vista, «Hands to Myself » parece una canción sobre deseo sexual, pero tiene un «trasfondo más oscuro», en el que se tocan temas como una relación romántica confusa en la que puede haber drogas y problemas mentales. «Same Old Love», compuesta por Charli XCX, Stargate y Benny Blanco, trata sobre cómo la gente percibe el amor, y cómo todos tienen un ciclo, bien sea de amistad, familia o una relación. Al respecto, Gomez comentó que: «La gente se siente incómoda con el cambio, y se comprometen, y creo que esta canción representa la angustia, el dolor y un poco de la ira que viene con ello». Asimismo, no habla sobre una persona específica, sino de deshacerse de factores tóxicos en la vida. Esta canción contiene elementos de la música trap y jazz, y se puede notar la presencia de Charli XCX en su estribillo.
Calificada como una de las canciones más fuertes del álbum, «Sober» trata sobre una persona que no sabe amar a menos que se encuentre bajo los efectos del alcohol. Esta tampoco habla sobre una persona en específica, según Gomez, y nació cuando ella y Chloe Angelides estaban conversando sobre ansiedad social. Durante esta charla, la cantante le comentó que había salido con personas que cuando bebían eran muy divertidas, pero una vez que pasaba el efecto del alcohol, la relación se sentía incómoda. Usando esto como inspiración, Angelides compuso la canción junto a Mikkel Storleer Eriksen, Tor Erik Hermansen, Jacob Hindlen y Julia Michaels. «Good for You» es «una gema» y traba sobre lo que una mujer puede sentir. Gomez quería destacar las cualidades de las mujeres, la belleza y la confianza en sí mismas, y aferrarse a ese sentimiento. La compositora afirma sentirse más cómoda con su sexualidad, con quién es y con su cuerpo, y esto fue lo que la llevó a lanzar «Good for You» como sencillo líder. «Camouflage» es una balada que habla sobre cuando la gente se siente vacía e invisible, y de que sentirse el «mundo entero» de alguien puede ser doloroso pero hermoso a la vez, «porque te permite llegar al punto en el que eres capaz de sostenerte por ti mismo». Para Gomez esta canción es importante, pues admite que también tenía tristeza. «Me & the Rhythm», el octavo tema, fue el último en grabarse y habla sobre ser libre en el momento y con uno mismo. Gomez aclara que no es una canción de amor y apunta a que todo el mundo está haciendo cosas o viendo sus celulares en lugar de experimentar el momento. «Survivors» es un «himno de la comunidad», pues según Gomez «todo lo que hacemos es sobrevivir. Trabajamos, nos levantamos, hacemos nuestro trabajo, vivimos nuestras vidas y este mundo es loco. A veces simplemente no sabes qué está pasando». En su opinión, todo el mundo está cansado y herido, y no aprecian a la gente como le gustaría que lo hicieran.
Gomez grabó «Body Heat», la décima canción de Revival, en México, por lo que la locación inspiró al tema. Gomez decidió cerrar la versión estándar del álbum con «Rise» para que todos supieran que ella siente todo lo que los demás sienten, pues quiere que las personas puedan relacionarse con ella. «Rise» significa que puedes elegir tu vida de cierta forma y «puedes recordarte a ti mismo que son tus pensamientos los que te vuelven loco». El undécimo tema alienta a las personas a que se «eleven sobre lo que están experimentando» y sugiere que hay una segunda opción y que «simplemente debes despertarte y amarte, cuidarte y ser amable contigo mismo». «Me & My Girls» trata sobre «estar soltera, salir, no preocuparse por ningún chico y simplemente estar con tus chicas». Las mejores amigas de Gomez participan en las voces de fondo y en el puente de la canción. A pesar de que «Nobody» se puede interpretar de otras formas, Gomez la escribió sobre su fe y conexión con Dios. Finalmente, «Perfect» es una canción personal con la que Gomez se siente identificada, pues sintió esas emociones, por lo que no estaba segura si era capaz de incluirla en el disco. «Perfect» habla sobre celos e infidelidad, pero Gomez toma un enfoque diferente de la situación en esta, en lugar de envidiar a su rival, la cantante la abraza e incluso la «consume», debido a su incertidumbre y desesperación por entender qué tiene la amante de su novio que a ella le falta.

## Recepción

### Crítica
El álbum recibió la aprobación de la crítica, y obtuvo 74 puntos basados en 9 críticas en Metacritic, lo que significa que la mayoría de sus revisiones profesionales fueron favorables. Tim Sendra del sitio web Allmusic le dio al disco tres estrellas sobre la base de cinco y escogió a «Kill 'Em with Kindness», «Same Old Love» y «Me & the Rhythm» como los mejores temas. Sendra escribió una reseña del álbum en la que comentó lo que Gomez vivió entre su disco de 2013, Stars Dance y Revival en 2015. Allí, resaltó elementos positivos y negativos de su vida, como su cambio de discográfica de Hollywood Records a Interscope, su ruptura con Justin Bieber y su exitosa colaboración «I Want You to Know» con Zedd. Dicho esto, resaltó que este era un «comienzo fresco para Gomez, tanto personal como musicalmente», ya que en este tomó más control general, compuso y produjo y se alejó del sonido bubblegum pop que había estado presente en sus primeros lanzamientos. Sendra dijo que la cantante hacía un buen trabajo en las canciones que se alejan de «la fórmula», como la traviesa «Same Old Love» o «Body Heat», que está influenciada por la música latina; estas canciones se muestran en su mejor momento, según la escritora, y combinan la personalidad de Gomez para que coincida con el ingenio y la imaginación de los arreglos musicales. Por otro lado, dijo que las canciones más personales como «Camouflage», «Sober» y «Good for You» suenan «forzadas y exageradas». A pesar de esto, Sendra concluyó en que: «Aún hay mucho que gusta del álbum. Hay algunas canciones tan buenas como cualquier cosa que ha hecho antes y la producción es profesional en todo el disco gracias a Stargate, Max Martin y Hit-Boy. Se convierte en un sólido álbum pop en general, pero es un poco muy formulaico y predecible para ubicarse entre sus mejores trabajos». James Reed de Boston Globe escribió que Revival es un álbum pop «que deja claro que ella [Gomez] está lista para ser honesta e incluso vulnerable en su música». Con esto, Reed hace alusión a los anteriores discos de Gomez, en los que, según el autor, no se revelaba mucho sobre «el funcionamiento interno» de la cantante. El autor opinó que en Revival, Gomez «corrige su curso» al aventurarse en un nuevo territorio sónico, en el que muestra afinidad por ritmos dance minimalistas y R&B y «se siente más a gusto cantando estas canciones sensuales en lugar del genérico electropop de sus álbumes anteriores». Finalmente, agregó que Gomez estaba usando su voz de una manera más plena, «explorando su rango más bajo y jugando con los bordes más humeantes de su voz [mientras habla]».
Dave Hanratty de Drowned in Sound comparó el cambio que tuvo Gomez con Revival con los de Jessie J, que describió como un «intento desesperado en el mercado americano», Ariana Grande, cuya transición consistió en cambiar su «ruidoso» sonido de Nickelodeon por uno más adulto y Miley Cyrus, que se reinventó para convertirse en «la pesadilla más aterradora de los Estados Unidos: una mujer adulta en el control de su sexualidad». Una vez explicadas estas transiciones, Hanratty prosiguió al decir que la de Gomez «establece paralelismos» con estas tres, y que se había convertido en una inteligente artista en crecimiento. A pesar de esto, declaró que su rango vocal no era excepcional, y que líricamente, el disco dejaba espacio para «oscura ambigüedad». Si bien Hanratty dijo que «Good for You» era una canción pop «tremendamente construida y presentada», aclaró que el verso de ASAP Rocky era una «desafortunada e indeseable distracción». Por otro lado, comentó que la contribución de Charli XCX en «Same Old Love» —quien la compuso y colabora con las voces de fondo— hacía parecer que el tema pertenecía a su disco Sucker (2014), y opinó que «Sober» sonaría mejor con la colaboración de The Weeknd. Para finalizar, le dio 7 puntos de 10, y dijo que era una agradable sorpresa en la que Gomez había encontrado una voz «a la que vale la pena prestarle seria atención». Tim Stack de Entertainment Weekly escribió una reseña mixta en la que comparó a Revival con Confident de Demi Lovato, que se lanzó solo una semana después. Allí, dijo que a pesar de que Gomez no es conocida como una potente cantante, fue inteligente al aliarse con Stargate y Max Martin, cuyas «brillantes e increíblemente pegadizas» producciones evitan que Revival se torne aburrido. Stack opinó que el disco era tan freso y tenía tanta visión a futuro como la música de cantantes indie como Tove Lo y FKA Twigs, y que hubiera sido beneficioso para ambas que Gomez se inspirara en Lovato para su álbum y viceversa.
Mikael Wood de Los Angeles Times también comparó a Revival con Miley Cyrus, específicamente con su álbum Bangerz (2013), y dijo que el de Gomez estaba muy lejos de este, pues era «sorprendentemente modesto, desde su ritmo midtempo hasta su introspección reflexiva». Aún en su alegoría con Cyrus, Wood dijo que en comparación a Miley Cyrus and Her Dead Petz (2015), que fue «inaudible» e «indulgente», «Revival se siente casi radical en su sensatez». El escritor elogió la producción de Benny Blanco, Stargate y Mattman & Robin, así como la colaboración de Charli XCX y los temas «Body Heat» y «Me & the Rhythm». En su revisión, agregó que canciones como «Hands to Myself» le recordaban a Unbreakable (2015) de Janet Jackson, a pesar de que esa era «una extraña posición para una chica de 23 años» y destacó que en Revival, Gomez «evita la impertinencia de niño salvaje que estamos acostumbrados a oír de alguien en su posición». Brittany Spanos de la revista musical Rolling Stone dio una crítica positiva del disco en la que le otorgó cuatro estrellas de cinco y lo describió como «genial, sensual y seguro». Spanos también insistió en la madurez de Gomez y notó que, aunque algunos artistas maduraban agresivamente al cumplir los 20 años, Gomez «trasciende ese cliché». Para la autora, «su marca de sensualidad tiene una calidad tímida y sutil que no se esfuerza demasiado, desde la divertida y coqueta “Hands to Myself” hasta la encantadora “Survivors” y la embriagadora “Me & the Rhythm”». De acuerdo con Spanos, Revival se eleva en comparación a los anteriores trabajos de Gomez y en este encuentra una nueva zona de confort gracias a su sonido cálido y tropical, presente en pistas como «Body Heat», que «trae la fusión latina en la mezcla de Gomez como nunca antes y prueba que no necesita a Zedd para hacer una genuina explosiva [canción] de club». Para finalizar su crítica, escribió: 

«Gomez no tiene las chuletas vocales de sus compadres de Disney y a veces competidoras, Miley Cyrus y Demi Lovato, pero lo compensa aquí encontrando una nueva maleabilidad en su voz [...] Revival es un nombre audaz para el segundo álbum de una cantante de 23 años, pero de principio a fin, Gomez se lo gana. Este es el sonido de una nueva artista pop empoderada creciendo en sus fortalezas como nunca antes».

Sal Cinquemani de la revista musical Slant Magazine redactó una crítica positiva del álbum, que inició al notar, al igual que otros críticos, la madurez artística de Gomez, y dijo que había «una desnudez emocional a través de las letras» del disco. De acuerdo con Cinquemani, Gomez aborda temas más maduros en Revival en canciones como «Sober», «Good for You» y «Perfect», pero se «adhiere a la plantilla basura de himno de fiesta» en otras como «Body Heat» y «Me & My Girls», aunque aclaró que sus ritmos eran «irresistibles». La escritora declaró que «canción por canción, Revival compite con E•MO•TION de Carly Rae Jepsen como el mejor álbum de revelación pop del año», pero que le faltaba un poco de originalidad; en su opinión, los silbidos en «Kill Em with Kindness» recuerdan a «Ghost Town» de Adam Lambert, los sintetizadores de «Nobody» son similares a los de «The Edge of Glory» de Lady Gaga y «Same Old Love» está dominada por la «presencia inconfundible» de Charli XCX. Para finalizar, dijo que a pesar de ello, todas las canciones eran momentos destacados, destacó la producción de Max Martin en temas como «Hands to Myself» y dijo que «la capacidad vocal de Gomez está, de forma inteligente, más en deuda con Robyn que con Britney Spears». Jia Tolentino de Spin dio una revisión mixta del disco, en la que escogió a «Hands to Myself» como el mejor tema por su «toque de Janet Jackson» y elogió otros como «Sober» y «Camouflage». Sin embargo, concluyó en que «el álbum suele caer frecuentemente en un genérico olvidable, cuyas canciones son mediocres», pero también destacó esto como una fortaleza, pues «en sus mejores momentos, Revival está marcado por esta exuberante disposición: como si después de estar un largo tiempo al frente sin parar, Gomez finalmente averiguara qué significa estar centrada sobre sí misma», y calificó al álbum con 6 puntos sobre 10.

### Reconocimientos
El 11 de diciembre de 2015, Billboard conmemoró a Gomez con el premio a «Chart Topper» en su evento para celebrar a las mujeres de la industria por los grandes logros obtenidos durante su carrera, específicamente con Revival, álbum con el que logró su segundo número uno en los Estados Unidos y que produjo su sencillo mejor posicionado, «Good for You».

### Comercial
Revival debutó en el primer puesto de la lista Billboard 200 con 117.000 unidades vendidas en su primera semana, 85.000 de estas fueron ventas puras, lo que también ubicó al disco en el número uno de Top Album Sales y le dio a Gomez su segunda mejor semana en ventas, por detrás de Stars Dance (2013), que debutó en el número uno con 97.000 copias vendidas en su primera semana. Semanas después de haber dejado el top 10, Revival volvió a aparecer en el número 7 en la edición del 16 de enero de 2016 de Billboard, gracias a un aumento en ventas del 9 %, que se reflejó en las 57 mil copias que vendió esa semana, que incluían streaming. Para abril de 2016, Revival había vendido 370.000 copias en los Estados Unidos, sin contar streaming.

## Promoción

### Sencillos
El sencillo líder del álbum, «Good for You», en la que colaboró el rapero ASAP Rocky, estuvo disponible en iTunes el 22 de junio de 2015. Este recibió aclamación crítica y comercial; la revista Rolling Stone la nombró una de las mejores canciones de 2015, y consiguió llegar al top 10 de varios países como Australia, Canadá, España, los Estados Unidos y Noruega, entre otros. Su principal éxito se centró en los Estados Unidos, donde debutó en el número nueve de la lista más importante de Billboard: Billboard Hot 100. Con esto, se convirtió en la segunda canción que logró debutar en el top 10 en 2015; solo detrás de «Sugar» de Maroon 5, que debutó en el número ocho en enero. El alto debut de «Good for You» se debió a las 179 000 descargas que recibió en su primera semana, lo que le permitió debutar en el número uno de Digital Songs; este fue el primer número uno de Gomez en la lista y su mejor cifra de ventas debut. Al entrar en el número nueve del Billboard Hot 100, el tema automáticamente pasó a ser su tercer top 10, luego de «Come & Get It» y «The Heart Wants What It Wants», que alcanzaron la sexta posición en 2013 y 2014, respectivamente. Este también fue el mejor debut de una artista femenina de 2015 y el primero desde «Blank Space» de Taylor Swift en 2014. Semanas después de su debut, «Good for You» recibió un disco de platino por parte de la RIAA, mejoró su posición e igualó la de «Come & Get It» y «The Heart Wants What It Wants», aun sin haber sido promocionada. Semanas después, alcanzó el número cinco en los Estados Unidos y el número uno en la lista Pop Songs, esta fue la primera vez que Gomez ubicó estas posiciones.
A principios de agosto, Billboard confirmó que «Same Old Love» sería el próximo sencillo del álbum. Finalmente, Interscope Records publicó el sencillo el 9 de septiembre, día en que estuvo disponible junto a la opción de preordenar Revival y el audio en el canal oficial de Gomez en YouTube.
El 1 de octubre de 2015, la cantante publicó el audio de «Me & the Rhythm» en su cuenta oficial de YouTube, y al día siguiente estuvo disponible en iTunes como el primer sencillo promocional del disco.

### Interpretaciones en vivo
Gomez interpretó por primera vez «Good for You» en vivo dos meses después de su lanzamiento, en The 1989 World Tour de Taylor Swift, en su último show en Los Ángeles el 26 de agosto de 2015. El 16 de septiembre, Gomez presentó un evento llamado «REVIVAL Event», en el que un exclusivo grupo de 800 fanes asistieron al The Palace Theatre en Los Ángeles para verla interpretar «Same Old Love» por primera vez y «Good for You». Además de esto, reveló una parte del vídeo de la primera de estas y anunció que los fanes que asistieron al evento aparecerían luego en el clip. La intérprete también dio detalles sobre el disco y mostró un adelanto de «Revival», el tema que titula al álbum. Aun sin haberla presentado en televisión americana, Gomez empezó la promoción de «Good for You» por Europa el 25 de septiembre, cuando la cantó en BBC Live Lounge, junto a «Rude» de MAGIC!. El 29 del mismo mes, la interpretó en el programa francés Le Grand Journal. Finalmente, Gomez inició la promoción de Revival en los Estados Unidos el 9 de octubre de 2015, misma fecha en que se estrenó el disco. Este día, Gomez presentó «Same Old Love» en The Ellen DeGeneres Show; esta fue la primera presentación televisada de Revival en América. Durante su interpretación, la cantante usó un top negro debajo de una chaqueta blanca, acompañada de unos pantalones del mismo color y unas botas negras. Elie Saab diseñó este traje, y fue halagado por la crítica, al igual que los demás que había usado para promocionar el disco en otras locaciones.
El 12 de octubre, Gomez apareció en Today en el Rockefeller Plaza (Nueva York) para promocionar el disco. Abrió su presentación con «Good for You» en un pequeño escenario en medio del público, y posteriormente subió a la tarima principal para cantar «Same Old Love» y un medley de «Me & the Rhythm» y su éxito «Come & Get It», perteneciente a su álbum de 2013, Stars Dance. El 13 de noviembre interpretó «Same Old Love» en el evento caritativo Children in Need, que se celebró en el Reino Unido. El 22 del mismo mes presentó el tema en los American Music Awards 2015. El 7 de diciembre, Gomez cantó en el desfile de moda de Victoria's Secret un medley de «Hands to Myself» y «Me & My Girls», ambas pertenecientes a Revival, mientras las modelos desfilaban a su alrededor. El 11 de diciembre, Gomez cantó una versión balada de «Same Old Love» en el evento Billboard Women in Music, donde la revista Billboard la reconoció como la «Chart Topper» del año. El mismo mes, Gomez cantó «Hands to Myself» en el concierto Jingle Ball organizado por iHeartRadio, junto a «Same Old Love», «Good for You», «Kill Em with Kindness» y «Love You like a Love Song», perteneciente a su tercer álbum de estudio con Selena Gomez & the Scene, When the Sun Goes Down (2011).
El 23 de enero de 2016, la intérprete apareció como invitada musical en un episodio del programa estadounidense Saturday Night Live, donde presentó un medley de «Good for You» y «Same Old Love». Esta presentación estuvo acompañada solo por un grupo de hombres alrededor de la vocalista, chasqueando los dedos al ritmo de las canciones. En el mismo episodio, cantó «Hands to Myself», esta vez acompañada por dos bailarines y una cama, en la cual realizaban movimientos con las manos. El episodio tuvo 5 millones de espectadores en la noche de su estreno, 400 mil más que el promedio de su cuadragésima primera temporada. Igualmente, fue el más visto de la noche del 23 de enero en la televisión por cable estadounidense.

### Gira
El 1 de octubre de 2015, el mismo día que se dio a conocer «Me & the Rhythm», Gomez confirmó en Instagram los rumores de que haría una gira para promocionar Revival. La intérprete reveló que empezaría por Canadá y Estados Unidos desde mayo hasta julio de 2016, y que luego iría a otras ciudades. Además, Gomez lo nombró «Revival World Tour», por lo que se esperaba que llegase a otros continentes. El 5 de octubre se dieron a conocer las primeras fechas de la gira.

## Lista de canciones
| Edición estándar |                                 | |          |  |
| N.º              | Título                          | Escritor(es)                                                                                                | Duración |  |
| 1.               | «Revival»                       | Antonina Armato, Tim James, Chauncey Hollis, Justin Tranter, Julia Michaels, Adam Schmalholz y Selena Gomez | 4:06     |  |
| 2.               | «Kill Em with Kindness»         | Antonina Armato, Tim James, Benjamin Levin, Dave Audé y Selena Gomez                                        | 3:38     |  |
| 3.               | «Hands to Myself»               | Justin Tranter, Julia Michaels, Robin Fredriksson, Mattias Larsson y Max Martin                             | 3:20     |  |
| 4.               | «Same Old Love»                 | Tor Hermansen, Mikkel Eriksen, Benjamin Levin, Charlotte Aitchison y Ross Golan                             | 3:50     |  |
| 5.               | «Sober»                         | Chloe Angelides, Jacob Kasher Hindlin, Julia Michaels, Tor Hermansen y Mikkel Eriksen                       | 3:14     |  |
| 6.               | «Good for You» (con A$AP Rocky) | Julia Michaels, Justin Tranter, Nick Monson, Nolan Lambroza, Rakim A. Mayers, Hector Delgado y Selena Gomez | 3:40     |  |
| 7.               | «Camouflage»                    | Badrilla Bourelly y Christopher Braide                                                                      | 4:09     |  |
| 8.               | «Me & the Rhythm»               | Justin Tranter, Julia Michaels, Robin Fredriksson, Mattias Larsson y Selena Gomez                           | 3:35     |  |
| 9.               | «Survivors»                     | Ross Golan y Steve Mac                                                                                      | 3:42     |  |
| 10.              | «Body Heat»                     | Antonina Armato, Tim James, Chauncey Hollis, Justin Tranter, Julia Michaels y Selena Gomez                  | 3:28     |  |
| 11.              | «Rise»                          | Antonina Armato, Tim James, Chauncey Hollis, Adam Schmalholz y Selena Gomez                                 | 2:48     |  |
| 39:45            |                                 | |          |  |

| Edición Deluxe |                 |                                                           |          |  |
| N.º            | Título          | Escritor(es)                                              | Duración |  |
| 12.            | «Me & My Girls» | Antonina Armato, Tim James, Matt Morris y Selena Gomez    | 3:30     |  |
| 13.            | «Nobody»        | Julia Michaels, Shane Stevens, Nick Monson y Selena Gomez | 3:38     |  |
| 14.            | «Perfect»       | Julia Michaels, Justin Tranter, Felix Snow y Selena Gomez | 4:02     |  |
| 50:40          |                 |                                                           |          |  |

| Edición Deluxe internacional y para Target |                         |                                                                                          |          |  |
| N.º                                        | Título                  | Escritor(es)                                                                             | Duración |  |
| 15.                                        | «Outta My Hands (Loco)» | Antonina Armato, Tim James y Selena Gomez                                                | 3:32     |  |
| 16.                                        | «Cologne»               | Chloe Angelides, Ross Golan, Mikkel Eriksen, Kent Sundberg, Cato Sundberg y Selena Gomez | 3:54     |  |
| 58:14                                      |                         |                                                                                          |          |  |

| Edición Deluxe — Japón |                                               | |          |  |
| N.º                    | Título                                        | Escritor(es)                                                                                                | Duración |  |
| 17.                    | «Good for You» (con ASAP Rocky) (KASBO Remix) | Julia Michaels, Justin Tranter, Nick Monson, Nolan Lambroza, Rakim A. Mayers, Héctor Delgado y Selena Gomez | 3:41     |  |
| 61:39                  |                                               | |          |  |

| Edición Deluxe DVD — Japón |                                        |          |  |
| N.º                        | Título                                 | Duración |  |
| 1.                         | «Good for You» (vídeo musical)         | 3:14     |  |
| 2.                         | «Good for You» (detrás de las cámaras) | 4:49     |  |
| 8:04                       |                                        |          |  |

## Posicionamiento en listas

### Semanales
| País              | Lista                               | Mejor posición |
| ----------------- | ----------------------------------- | -------------- |
| Argentina         | Argentine Albums (CAPIF)            | 5              |
| Alemania          | Offizielle Top 100                  | 12             |
| Australia         | ARIA Albums Chart                   | 3              |
| Austria           | Austrian Albums Chart               | 13             |
| Bélgica (Flandes) | Ultratop 200 Albums                 | 6              |
| Bélgica (Valona)  | Ultratop 200 Albums                 | 8              |
| Brasil            | Brazil Albums                       | 3              |
| Canadá            | Canadian Albums                     | 2              |
| Croacia           | Croatian International Albums Chart | 12             |
| Dinamarca         | Danish Albums Chart                 | 6              |
| Escocia           | Scottish Albums Chart               | 14             |
| España            | Spanish Albums Chart                | 6              |
| Estados Unidos    | Billboard 200                       | 1              |
| Estados Unidos    | Digital Albums                      | 1              |
| Estados Unidos    | Top Album Sales                     | 1              |
| Finlandia         | Suomen virallinen lista             | 17             |
| Francia           | Top 200 Albums                      | 8              |
| Hungría           | Hungarian Albums Chart              | 38             |
| Irlanda           | Top 100 Artist Album                | 9              |
| Italia            | Classifica FIMI Album               | 8              |
| México            | Top 100 México                      | 3              |
| Noruega           | Top 40 Albums                       | 2              |
| Nueva Zelanda     | NZ Top 40 Albums                    | 2              |
| Países Bajos      | Album Top 100                       | 6              |
| Polonia           | Polish Albums                       | 48             |
| Portugal          | Portuguese Albums Chart             | 3              |
| Reino Unido       | Top 40 Official Albums Chart        | 11             |
| Suecia            | Albums Top 60                       | 8              |
| Suiza             | Schweizer Hitparade                 | 10             |
| Taiwán            | Taiwanese Albums Chart              | 2              |

### Sucesión en listas semanales
| Predecesor: Unbreakable de Janet Jackson | Billboard 200 — Álbum número uno 31 de octubre de 2015 — 7 de noviembre de 2015 | Sucesor: Pentatonix de Pentatonix |

| Predecesor: Unbreakable de Janet Jackson | Digital Albums — Álbum número uno 31 de octubre de 2015 — 7 de noviembre de 2015  | Sucesor: Pentatonix de Pentatonix |
| Predecesor: Unbreakable de Janet Jackson | Top Album Sales — Álbum número uno 31 de octubre de 2015 — 7 de noviembre de 2015 | Sucesor: Pentatonix de Pentatonix |

|-

### Anuales
| Bélgica (Flandes) | Ultratop 200 Albums | 193 |
| Dinamarca         | Danish Albums Chart | 78  |
| Estados Unidos    | Billboard 200       | 137 |
| México            | Top 100 México      | 60  |

## Certificaciones
| América del Norte                                    |                                           |                                           |           |            |          |
| Canadá                                               | CRIA                                      | Oro                                       | 40 000    | ●          |          |
| Estados Unidos                                       | RIAA                                      | Platino*                                  | 1 000 000 | ▲          | [ 103 ]  |
| Europa                                               |                                           |                                           |           |            |          |
| Austria                                              | IFPI - Austria                            | Platino                                   | 15 000    | ▲          | [ 104 ]  |
| Dinamarca                                            | IFPI - Dinamarca                          | Platino                                   | 20 000    | ▲          | [ 105 ]  |
| Polonia                                              | ZPAV                                      | Platino                                   | 20 000    | ▲          | [ 106 ]  |
| Reino Unido                                          | BPI                                       | Oro                                       | 160 000   | ●          | [ 107 ]  |
| Suecia                                               | GLF                                       | Platino                                   | 40 000    | ▲          | [ 108 ]  |
| América Latina                                       |                                           |                                           |           |            |          |
| Brasil                                               | ABPD                                      | Platino                                   | 40 000    | ▲          | [ 109 ]  |
| Chile                                                | IFPI - Chile                              | Oro                                       | 5 000     | ●          | [ 110 ]  |
| México                                               | AMPROFON                                  | 3× Platino                                | 210 000   | 3▲         | [ 111 ]  |
| Asia                                                 |                                           |                                           |           |            |          |
| Tailandia                                            | IFPI - Tailandia                          | Oro                                       | 5 000     | ●          |          |
| Indonesia                                            | IFPI                                      | Platino                                   | 10 000    | ▲          |          |
| Singapur                                             | RIAS                                      | Platino                                   | 10 000    | ▲          |          |
| (*) significa que la certificación incluye streaming |                                           |                                           |           |            |          |
| Total de ventas certificadas en 12 países            | Total de ventas certificadas en 12 países | Total de ventas certificadas en 12 países | 3.000.000 | 10 ▲ y 4 ● | [ n. 1 ] |